# Androctonus barbouri
Espèce
Synonymes
- Buthus barbouri Werner, 1932

Androctonus barbouri est une espèce de scorpions de la famille des Buthidae.

## Distribution
Cette espèce est endémique de la région de Souss-Massa au Maroc. Elle se rencontre vers Agadir.

## Systématique et taxinomie
Cette espèce a été décrite sous le protonyme Buthus barbouri par Werner en 1932. Elle est placée dans le genre Androctonus par Sousa, Arnedo et Harris en 2017.

## Étymologie
Cette espèce est nommée en l'honneur de Thomas Barbour.

## Publication originale
- Werner, 1932 : « Ergebnisse einer zoologischen Forschungsreise nach Marokko. VI: Skorpione. » Sitzungsberichte der Österreichischen Akademie der Wissenschaften. Mathematisch Naturwissenschaftliche Klasse, vol. 141, p. 284-306.